# サドルノード分岐

サドルノード分岐の様子を示すアニメーション。曲線が x 軸と1点で接するときに分岐が起きる。

サドルノード分岐（英語: saddle node bifurcation）は、力学系における分岐の一種。フォールド分岐（英語: fold bifurcation）ともいい、とくに1次元離散力学系では接線分岐（英語: tangent bifurcation）ともいう。安定な固定点と不安定な固定点が衝突し、固定点が消滅する、あるいは逆に何の固定点が存在しない場所に安定な固定点と不安定な固定点が現れるような分岐を起こす。
サドルノード分岐は、固定点近傍で起こる局所的分岐の一種で、1次元以上の系で起こる。連続力学系におけるサドルノード分岐の標準形は1次元常微分方程式の
{\displaystyle {\frac {dx}{dt}}=\mu \mp x^{2}}
で、離散力学系における標準形は1次元写像の
{\displaystyle x\mapsto x+\mu \mp x^{2}}
で与えられる。

## 特徴
力学系には連続力学系と離散力学系があるが、どちらの種類の力学系でもサドルノード分岐と見なされる分岐が存在する。力学系の分岐には、固定点（連続力学系では平衡点ともいう）の近傍の振る舞いが変化する局所的分岐と、1つの固定点の近傍に限定されない大局的な振る舞いが変化する大域的分岐がある。サドルノード分岐は局所的分岐の主な例の一つで、1次元以上の系で起こり得る。多次元相空間で起こる場合でもサドルノード分岐による振る舞いの変化はある1次元部分空間上に制限されており、中心多様体の理論によって1次元ベクトル場または1次元写像の分析に帰着できる。
サドルノード分岐は、力学系で固定点の生成と消滅が起こる基本的なメカニズムである。固定点が存在しない状態からパラメータを変化させていくと、あるパラメータで1つの固定点が出現する。さらにパラメータを変化させていくと、その固定点は2つの固定点に分かれ、1つの固定点は安定な固定点（源点）として、もう一つの固定点は不安定な固定点（沈点）として、互いに離れていく。あるいは、パラメータを逆方向に変化させると、源点と沈点が近づき、あるパラメータで衝突し、対消滅するという様相を示す。このような分岐をサドルノード分岐と呼ぶ。この名称は、2次元以上で起こるサドルノード分岐では源点がサドル（鞍状点）に対応し、沈点がノード（安定結節点）に対応することに由来する。
サドルノード分岐は非双曲型固定点で起こる分岐であり、連続力学系では分岐点でヤコビ行列が固有値 0 を1つ持ち、離散力学系では分岐点でヤコビ行列が固有値 1 を1つ持つ。このような分岐は連続力学系ではゼロ固有値分岐と呼ばれ、サドルノード分岐はその一種である。

## 標準形・分岐図

### 連続力学系
分岐理論における標準形とは、ある種類の分岐を起こす具体的で簡単な形をした系であり、その種類の分岐を起こす一般的な系は分岐点近傍において標準形に変換できる。連続力学系におけるサドルノード分岐の標準形は、次の1次元常微分方程式で与えられる。
{\displaystyle {\frac {dx}{dt}}=\mu \mp x^{2}}
ここで、t ∈ ℝ は独立変数で時間を意味し、x ∈ ℝ は従属変数で状態変数を意味する。μ ∈ ℝ は時間に依らない係数で、系のパラメータである。以下、簡単のため、f(x, μ) を f(x) とも記す。
上式の右辺第2項の符号が負である場合はスーパークリティカル（超臨界）な分岐と呼ばれ、符号が正である場合はサブクリティカル（亜臨界）な分岐と呼ばれる。ここでは、上式の右辺第2項の符号が負である場合を考える。ベクトル場の固定点（平衡点）とは、
{\displaystyle {\frac {dx}{dt}}=0}
を満たす点 x のことで、固定点では系は定常状態にある。固定点を x* で表すとすれば、サドルノード分岐の標準形の固定点は μ > 0 では x* = ±√μ の2点である。一方で、μ < 0 では固定点存在しない。x-y 平面で考えると、y = f(x) の曲線が x 軸と交わる箇所が固定点である。μ を変化させると、f(x) の曲線は以下の図のように変化する。

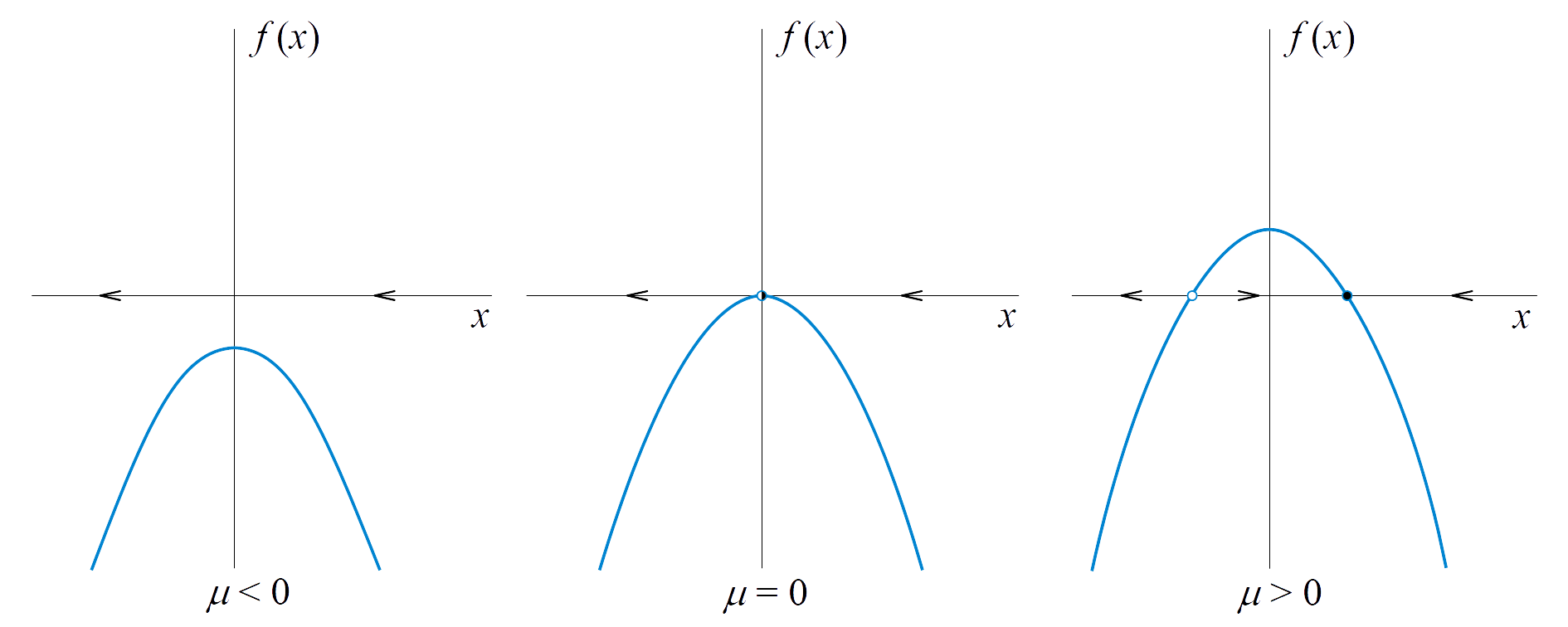
連続力学系の標準形（右辺第2項符号が負の場合）において、パラメータ μ を変化させたときの x-f(x) グラフの様子

標準形におけるパラメータ μ と固定点 x* の変化を整理すると次のようになっている。
- μ < 0 では、固定点は存在しない。
- μ = 0 では、x = 0 にただ1つの固定点が現れる。
- μ > 0 では、1つだった固定点は x* = ±√μ という2つの固定点に分かれる。片方の x* = √μ が沈点で、もう片方の x* = −√μ が源点になる。

パラメータ μ を独立変数とみなし、μ-x 平面で固定点の様子を描いたものを分岐図という。サドルノード分岐の標準形の分岐図は、以下の図のようになる。分岐図上の曲線が折れ曲がっているような形をしていることからフォールド分岐（英語: fold bifurcation）とも呼ぶ。

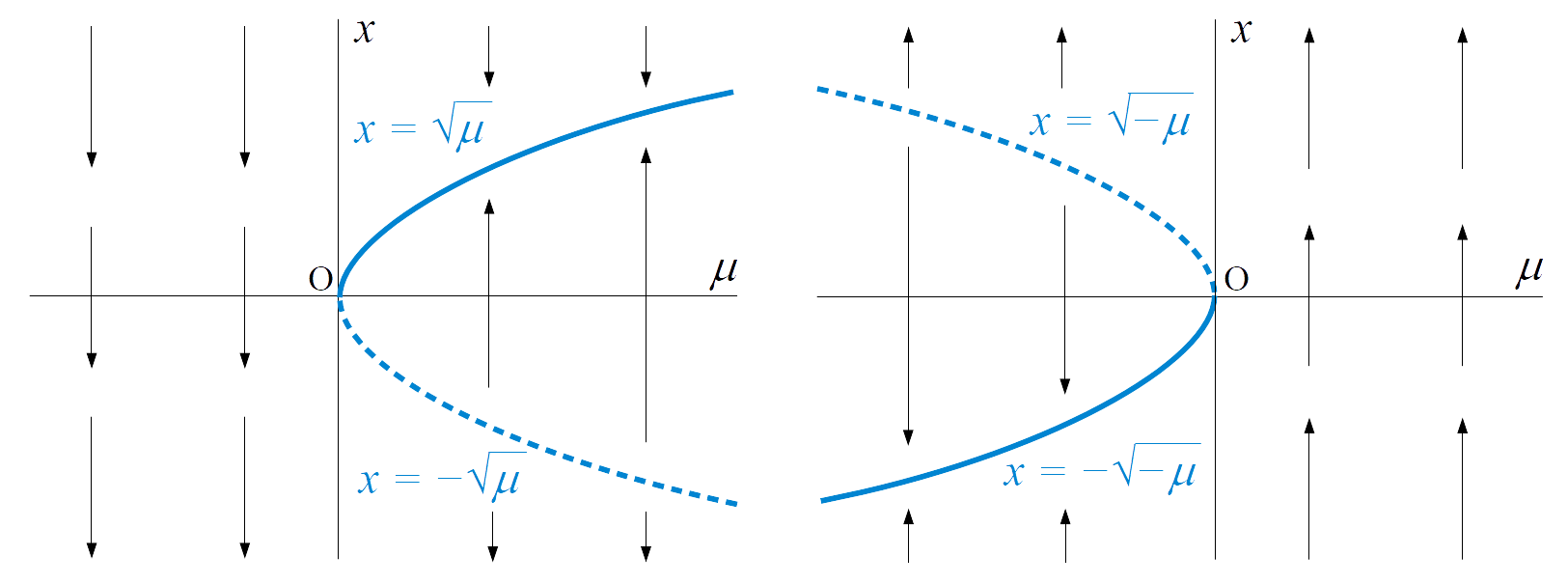
サドルノード分岐の分岐図。左がスーパークリティカルの場合、右がサブクリティカルの場合。

### 離散力学系
離散力学系におけるサドルノード分岐の標準形は、次の1次元写像で与えられる。
{\displaystyle x\mapsto f(x,\mu )=x+\mu \mp x^{2}}
連続力学系と同じく、ここでは、右辺第3項の符号が負である場合を考える。この写像の固定点（不動点）とは、
{\displaystyle f(x)=x}
を満たす点 x である。連続力学系と同じく固定点を x* で表すと、離散力学系の標準形の固定点も、μ > 0 では x* = ±√μ で、μ < 0 では存在しない。x-y 平面で考えると、y = f(x) の曲線が y = x の直線と交わる箇所が固定点である。μ を変化させると、f(x) の曲線は以下の図のように変化する。分岐点の μ = 0 で f(x) の曲線が対角線にちょうど接する。このため、1次元離散力学系のサドルノード分岐は接線分岐（英語: tangent bifurcation）という名でも呼ばれる。

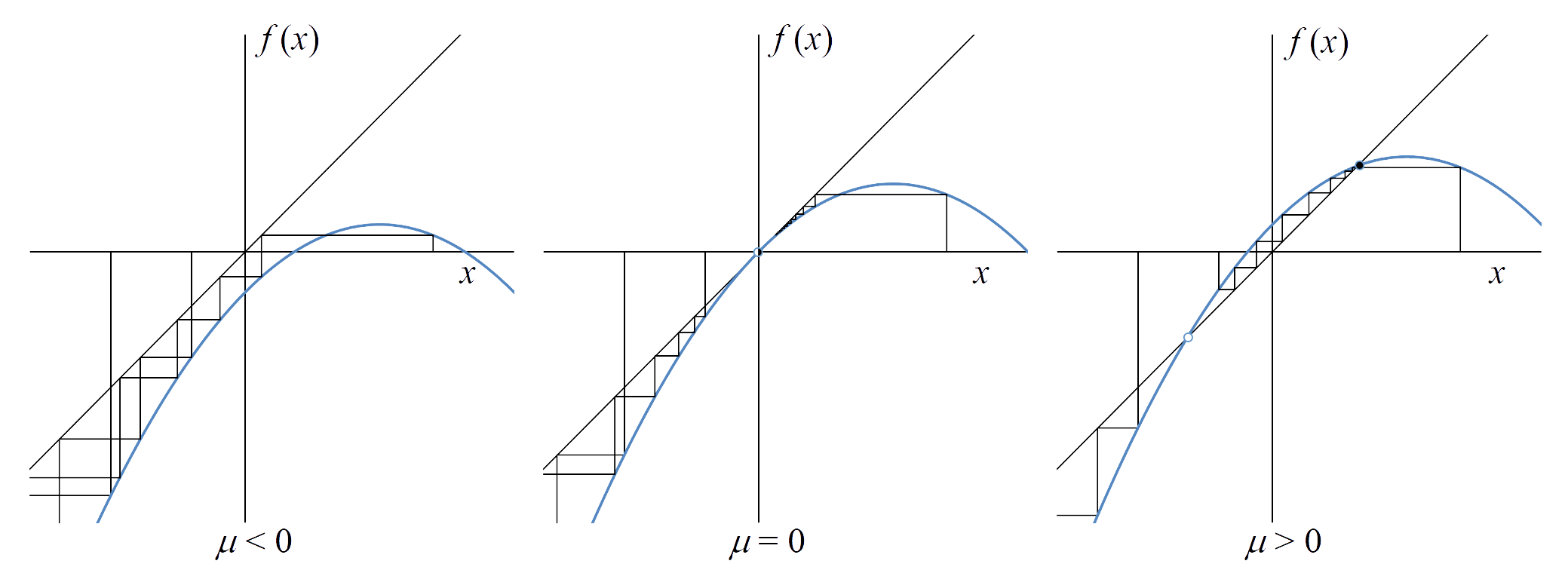
サドルノード分岐の標準形のパラメータ μ を変化させたときの f (x)-x グラフの様子

標準形のパラメータ μ と固定点 x* の変化は次のようになっている。
- μ < 0 では、固定点は存在しない。
- μ = 0 では、x = 0 にただ1つの固定点が現れる。
- μ > 0 では、1つだった固定点は x* = ±√μ という2つの固定点に分かれる。μ が 1 よりも十分小さい範囲で、片方の x* = √μ が沈点で、もう片方の x* = −√μ が源点である。

離散力学系の標準形の分岐図は、連続力学系と同じ形である。

## 一般的条件
標準形に限定されない一般的な力学系において、サドルノード分岐の一般的な発生条件は次のように整理できる。1つのパラメータを持つ一般的な1次元ベクトル場
{\displaystyle {\frac {dx}{dt}}=f(x,\mu ),\ x\in \mathbb {R} ,\ \mu \in \mathbb {R} }
が与えられたとする。ベクトル場 f(x, μ) が固定点 x* = 0 を持ち、さらに以下の条件を満たすとき、分岐値 μc = 0 で f(x, μ) はサドルノード分岐を起こす。
{\displaystyle {\begin{cases}{\dfrac {\partial f(0,\ 0)}{\partial x}}=0\\{\dfrac {\partial f(0,\ 0)}{\partial \mu }}\neq 0\\{\dfrac {\partial ^{2}f(0,\ 0)}{\partial x^{2}}}\neq 0\\\end{cases}}}
上記の一般的条件は (x = 0, μ = 0) に限定されない。分岐点が任意の値の組 (x = x*, μ = μc) でも、(x = x*, μ = μc) で条件が満たされればサドルノード分岐が起きる。
別の見方では次のような定理が成立する。上記の条件を満たす f(x, μ) は、x と μ に適当な変換を施せば、分岐点 (x = 0, μ = 0) 近傍で
{\displaystyle {\frac {dy}{dt}}=a\pm y^{2}+O(y^{3})}
という形に書き直すことができる。ここで、y は新たな変数、a は新たなパラメータ、O(y3) はランダウの記号である。
離散力学系の場合は次のとおりである。1パラメータ族の一般的な1次元写像
{\displaystyle x\mapsto f(x,\mu ),\ x\in \mathbb {R} ,\ \mu \in \mathbb {R} }
が条件
{\displaystyle {\begin{cases}{\dfrac {\partial f(0,\ 0)}{\partial x}}=1\\{\dfrac {\partial f(0,\ 0)}{\partial \mu }}\neq 0\\{\dfrac {\partial ^{2}f(0,\ 0)}{\partial x^{2}}}\neq 0\\\end{cases}}}
を満たすとき、(x = 0, μ = 0) で写像 f(x, μ) はサドルノード分岐を起こす。

## 例

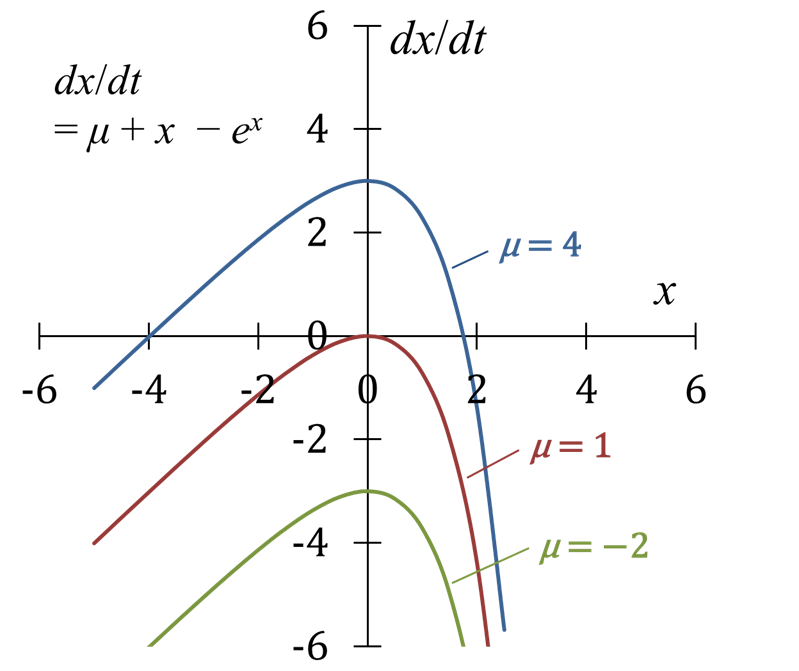
で起きるサドルノード分岐の様子。

次の微分方程式は、分岐値は (x* = 0, μc = 1) でサドルノード分岐を起こす一例である。
{\displaystyle {\frac {dx}{dt}}=\mu +x-e^{x}}
サドルノード分岐の重要な性質は構造安定な点で、系に摂動が加わっても分岐現象が質的に変わることはない。1次元連続力学系で一般的に現れる分岐は、サドルノード分岐である。
離散力学系の場合は、次のような写像がサドルノード分岐の例として挙げられる。
{\displaystyle x\mapsto \mu e^{x}}
この分岐値は (x* = 1, μc = 1/e) で、μ > 1/e では全ての x は n → ∞ で fn (x) → ∞ となり、0 < μ < 1/e) では源点と沈点がそれぞれ1つずつ存在する。
一般に、連続力学系の周期軌道の問題は、ポアンカレ写像によって次元を1つ減らした離散力学系の問題に帰着できる。ポアンカレ写像がサドルノード分岐が起こす場合は、元の相空間上では安定な周期軌道と不安定な周期軌道が衝突し、周期軌道が消滅するような様子を示す。